# 5492 Thoma
5492 Thoma este un asteroid din centura principală de asteroizi.

## Descriere
5492 Thoma este un asteroid din centura principală de asteroizi. A fost descoperit pe 26 martie 1971 la Observatorul Palomar de Cornelis Johannes van Houten, Ingrid van Houten-Groeneveld și Tom Gehrels. Asteroidul prezintă o orbită caracterizată de o semiaxă mare de 2,78 ua, o excentricitate de 0,14 și o înclinație de 17,6° în raport cu ecliptica.